# Prez
Prez és un municipi francès situat al departament de les Ardenes i a la regió del Gran Est. L'any 2007 tenia 140 habitants.

## Demografia

### Població
El 2007 la població de fet de Prez era de 140 persones. Hi havia 55 famílies de les quals 12 eren unipersonals (12 dones vivint soles i 12 dones vivint soles), 20 parelles sense fills i 23 parelles amb fills.
La població ha evolucionat segons el següent gràfic:
Habitants censats

### Habitatges
El 2007 hi havia 69 habitatges, 52 eren l'habitatge principal de la família, 16 eren segones residències i 1 estava desocupat. Tots els 69 habitatges eren cases. Dels 52 habitatges principals, 49 estaven ocupats pels seus propietaris, 2 estaven llogats i ocupats pels llogaters i 1 estava cedit a títol gratuït; 7 tenien tres cambres, 10 en tenien quatre i 35 en tenien cinc o més. 12 habitatges disposaven pel capbaix d'una plaça de pàrquing. A 20 habitatges hi havia un automòbil i a 26 n'hi havia dos o més.

### Piràmide de població
La piràmide de població per edats i sexe el 2009 era:
| Homes | Edats   | Dones |
| ----- | ------- | ----- |
| 0     | 95 o +  | 0     |
| 0     | 90 a 94 | 0     |
| 0     | 85 a 89 | 0     |
| 4     | 80 a 84 | 0     |
| 0     | 75 a 79 | 0     |
| 0     | 70 a 74 | 0     |
| 8     | 65 a 69 | 4     |
| 12    | 60 a 64 | 8     |
| 4     | 55 a 59 | 4     |
| 0     | 50 a 54 | 8     |
| 0     | 45 a 49 | 0     |
| 12    | 40 a 44 | 0     |
| 8     | 35 a 39 | 12    |
| 0     | 30 a 34 | 0     |
| 0     | 25 a 29 | 4     |
| 0     | 20 a 24 | 0     |
| 0     | 15 a 19 | 4     |
| 4     | 10 a 14 | 4     |
| 0     | 5 a 9   | 4     |
| 0     | 0 a 4   | 4     |

## Economia
El 2007 la població en edat de treballar era de 82 persones, 59 eren actives i 23 eren inactives. De les 59 persones actives 52 estaven ocupades (27 homes i 25 dones) i 7 estaven aturades (4 homes i 3 dones). De les 23 persones inactives 9 estaven jubilades, 6 estaven estudiant i 8 estaven classificades com a «altres inactius».

### Ingressos
El 2009 a Prez hi havia 55 unitats fiscals que integraven 146,5 persones, la mediana anual d'ingressos fiscals per persona era de 15.680 €.

### Activitats econòmiques
Dels 4 establiments que hi havia el 2007, 3 eren d'empreses de construcció i 1 d'una empresa de comerç i reparació d'automòbils.
Dels 2 establiments de servei als particulars que hi havia el 2009, 1 era una lampisteria i 1 empresa de construcció.
L'any 2000 a Prez hi havia 7 explotacions agrícoles.

## Poblacions més properes
El següent diagrama mostra les poblacions més properes.